# Kıvanç Tatlıtuğ
Kıvanç Tatlıtuğ (Adana, 27 oktober 1983) is een Turkse acteur en model.
In het jaar 2002 won hij Best Model of Turkey en Best Model of the World. Internationaal is hij vooral bekend geworden nadat de succesvolle serie Gümüş (2005-2007) en Aşk-ı Memnu (2008–2010) aan buitenlandse televisiezenders in de Balkan en Midden-Oosten werd verkocht. Daarnaast speelde Kıvanç als hoofdrolspeler in de film Kelebeğin Rüyası (2013). Dit werd de Turkse inzending voor de Oscars in de categorie beste niet-Engelstalige film, maar werd uiteindelijk niet genomineerd. Daarentegen won de film in Turkije vijf prijzen tijdens de 46e SİYAD Awards waarvan een voor Kıvanç was voor beste mannelijke hoofdrol.
Op 19 februari 2016 trouwde hij in het Turkse consulaat in Parijs met stylist Başak Dizer.

## Filmografie

### Films
| Jaar | Titel                           | Rol                  | Opmerkingen             |
| ---- | ------------------------------- | -------------------- | ----------------------- |
| 2007 | Amerikalılar Karadeniz'de 2     | Muzaffer             | Hoofdrolspeler          |
| 2010 | Toy Story 3                     | Ken                  | Turkse nasynchronisatie |
| 2013 | Kelebeğin Rüyası                | Muzaffer Tayyip Uslu | Hoofdrolspeler          |
| 2018 | Hadi Be Oğlum                   | Ali                  | Hoofdrolspeler          |
| 2018 | Organize İşler 2: Sazan Sarmalı | Kerim Arslan         | Hoofdrolspeler          |

### Televisieseries
| Jaar      | Titel              | Rol               | Opmerkingen         |
| --------- | ------------------ | ----------------- | ------------------- |
| 2005–2007 | Gümüş              | Mehmet Şadoğlu    | Hoofdrolspeler      |
| 2006      | Acemi Cadi         | Kıvanç Tatlıtuğ   | Een aflevering      |
| 2007–2008 | Menekşe ile Halil  | Halil Tuğlu       | Hoofdrolspeler      |
| 2008–2010 | Aşk-ı Memnu        | Behlül Haznedar   | Hoofdrolspeler      |
| 2010      | Ezel               | Sekiz             | Enkele afleveringen |
| 2011–2013 | Kuzey Güney        | Kuzey Tekinoğlu   | Hoofdrolspeler      |
| 2014      | Kurt Seyit ve Şura | Kurt Seyit        | Hoofdrolspeler      |
| 2016–2017 | Cesur ve Güzel     | Cesur Alemdaroğlu | Hoofdrolspeler      |
| 2018      | Çarpışma           | Kadir Adalı       | Hoofdrolspeler      |